# Gare d'Évreux-Normandie
Ne doit pas être confondu avec Gare d'Évreux-Ville.
La gare d'Évreux-Normandie, dont le nom officiel publié par le gestionnaire du réseau (SNCF Réseau) est Évreux-Embranchement, est une gare ferroviaire française située sur le territoire de la commune d'Évreux, préfecture du département de l'Eure, en région Normandie.

## Situation ferroviaire
Ancienne gare de bifurcation, elle est située au point kilométrique 107,325 de la ligne de Mantes-la-Jolie à Cherbourg. Elle était également l'origine de la ligne d'Évreux-Embranchement à Quetteville et de la ligne d'Évreux-Embranchement à Acquigny toutes deux déclassées. Il existait autrefois à Évreux deux autres gares (en impasse) : Évreux-Navarre raccordée à la ligne de Quetteville et Évreux-Ville raccordée à la ligne d'Acquigny. Son altitude est de 92 mètres.

## Histoire

### Création de la gare Évreux-Embranchement

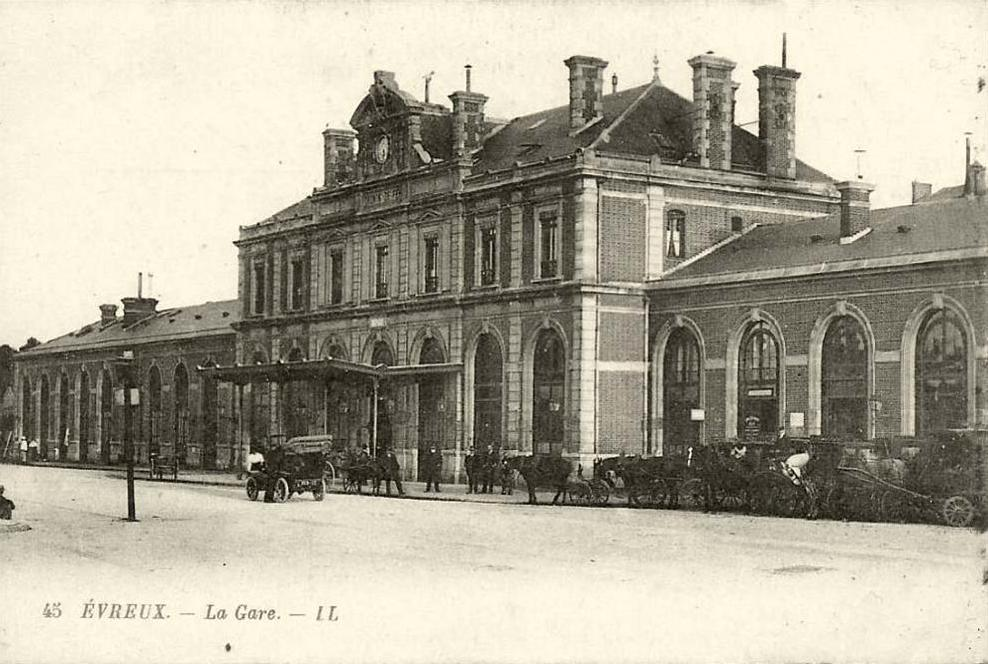
La gare dans les années 1900

La première gare d’Évreux, conçue avec une exiguïté manifeste, se révéla inadéquate, tant eu égard aux nouvelles voies en élaboration qu’en raison de l’âpreté de son accès. Aussi, dans les premières années de la décennie 1880, fut-il résolu d’édifier une nouvelle station ferroviaire, laquelle, pour répondre aux nécessités de la circulation, fut établie quinze mètres en contrebas. Cette entreprise impliqua une refonte du tracé en amont de la ville, dont l’un des ouvrages majeurs fut l’excavation du tunnel de Nétreville en 1883. L’édification de la gare s’échelonna de 1884 à 1886, assortie de la création d’un dépôt de locomotives destiné à en compléter les infrastructures. Par ailleurs, les accès à la ville subirent également de notables remaniements.
Évreux s’érige en une étoile ferroviaire d’importance, où l’on recense quotidiennement la circulation de cent convois, et où la station emploie pas moins de 370 employés attachées à son bon fonctionnement. Dans le cours des années 30, l’édifice se voit pourvu de divers aménagements, au nombre desquels figure l’établissement d’un passage souterrain, destiné à soustraire les voyageurs à la nécessité de franchir les voies à découvert.

### Seconde Guerre mondiale et bombardements
Le 9 juin 1940, en pleine Seconde Guerre mondiale, la Luftwaffe entreprit le bombardement prémédité du cœur d’Évreux, réduisant en cendres une superficie de dix hectares. La gare, bien que frappée par les déflagrations, ne fut qu’une victime adventice de cette opération, dont le dessein premier ne visait pas l’infrastructure ferroviaire. Toutefois, l’étendue des avaries infligées aux voies de chemin de fer se révéla considérable, entravant notablement la circulation des convois. La verrière qui surplombait l’édifice ferroviaire ne survécut pas aux assauts, et ses vestiges, désormais hors d’usage, furent désassemblés. Quatre ans subséquents plus tard, le 12 juin 1944, les forces alliées entreprirent un assaut aérien sur ladite gare, nœud ferroviaire d’une importance stratégique, en vue d’empêcher l’avancée des contingents allemands vers les littoraux du Calvados, où ces derniers s’étaient déjà fixés. Le site se trouva alors plongé dans un chaos ineffable : le bâtiment principal fut littéralement scindé en deux, et les voies ferrées, jadis si ordonnées, furent irrévocablement démantelées. Il convient que l’on admette, sans exagération, que ce bombardement eut pour dessein de paralyser les communications, tout en provoquant un désordre qui ne se fût aisément rétabli.

### Reconstruction et mutations de la gare
La section de la gare jadis dévastée se voit réédifiée après le conflit dans une stricte conformité à son état antérieur. À la suite des bombardements survenus en 1944, lesquels frappèrent la gare, et dans le cadre du programme d’urbanisme inhérent à la Reconstruction d’Évreux, il fut arrêté que l’ancien remblai ferroviaire, lequel n’était plus d’aucun usage effectif depuis 1885, fût démantelé. La gare, en dépit des vicissitudes du temps, compte encore en son sein deux cents cheminots.
Dès le mitan des années 1950, la gare d’Évreux connaît de profondes mutations, marquées par l’extinction programmée de la traction vapeur, dont le déclin s’accélère au cours de la décennie suivante. Ce bouleversement se manifeste notamment par la fermeture du dépôt de locomotives au milieu des années 1960. À compter de 1963, les locomotives diésel investissent la ligne Paris-Cherbourg, supplantant progressivement les machines à vapeur de type Pacific, définitivement écartées du service en 1966. Trois ans plus tard, toute trace de traction à vapeur a disparu du paysage ferroviaire ébroïcien.
Dans cette conjoncture de modernisation et de contraction du réseau ferré, le nombre de cheminots en poste à Évreux chute drastiquement, pour ne plus excéder une cinquantaine d’agents. La ville perd, de surcroît, son statut d’étoile ferroviaire, conséquence de la fermeture successive des lignes secondaires, rendues obsolètes par la prééminence croissante du transport routier, tant par le camion que par l’automobile. Ces suppressions s’opèrent, pour l’essentiel, selon l’échéancier suivant : 
- Évreux – La Loupe : cessation de tout trafic en 1939[3].
- Évreux – Acquigny : suppression du service voyageurs en 1940, puis de l’acheminement du fret en 1959[3].
- Évreux – Dreux : interruption du trafic voyageur en 1939, puis de celui des marchandises en 1972[3].
- Évreux – Le Neubourg – Honfleur : arrêt du service voyageurs en 1969, puis du fret entre Évreux et Le Neubourg en 1990[3].
- Évreux – L’Aigle : suppression du trafic voyageur en 1970 et du fret en 1971[3].
- Évreux – Navarre : fin du transport marchandises en 1972[3].

La ligne Paris - Cherbourg connaît, au fil des décennies, une mutation notable en matière de matériel ferroviaire. En 1970, l’apparition des rames automotrices dites éléments à turbine à gaz (ETG) marque une avancée significative, tant en ce qui touche à la célérité des parcours qu’au confort imparti aux voyageurs. Toutefois, l’essor du trafic induit, dès 1975, leur relégation au profit des rames à turbine à gaz (RTG), dont la puissance accrue et la capacité majorée répondent avec plus d’à-propos aux exigences du moment. Ces turbotrains, ainsi nommés, assurent dès lors le service sur cet axe, tenant le haut du pavé jusqu’au 1er juin 1996, date à laquelle l’électrification de la ligne est parachevée. Par ailleurs, la gare voyageur fait l’objet, en 1982, d’une réfection d’ampleur.

## Fréquentation
De 2015 à 2024, selon les estimations de la SNCF, la fréquentation annuelle de la gare s'élève aux nombres indiqués dans le tableau ci-dessous.
Elle est la sixième gare régionale en terme de traffic passager après les gare de Rouen-Rive-Droite, Caen, Le Havre, Vernon-Giverny et Lisieux.
Elle est également la seconde gare départementale après la gare de Vernon-Giverny
| Année                     | 2015      | 2016      | 2017      | 2018      | 2019      | 2020    | 2021    | 2022      | 2023      | 2024      |
| ------------------------- | --------- | --------- | --------- | --------- | --------- | ------- | ------- | --------- | --------- | --------- |
| Voyageurs                 | 1 139 477 | 1 107 913 | 1 162 631 | 1 089 292 | 1 129 373 | 693 195 | 787 499 | 1 122 584 | 1 243 858 | 1 232 525 |
| Voyageurs + non voyageurs | 1 424 346 | 1 384 892 | 1 453 288 | 1 361 615 | 1 411 717 | 866 494 | 984 374 | 1 403 230 | 1 554 823 | 1 540 656 |

## Service des voyageurs

### Desserte

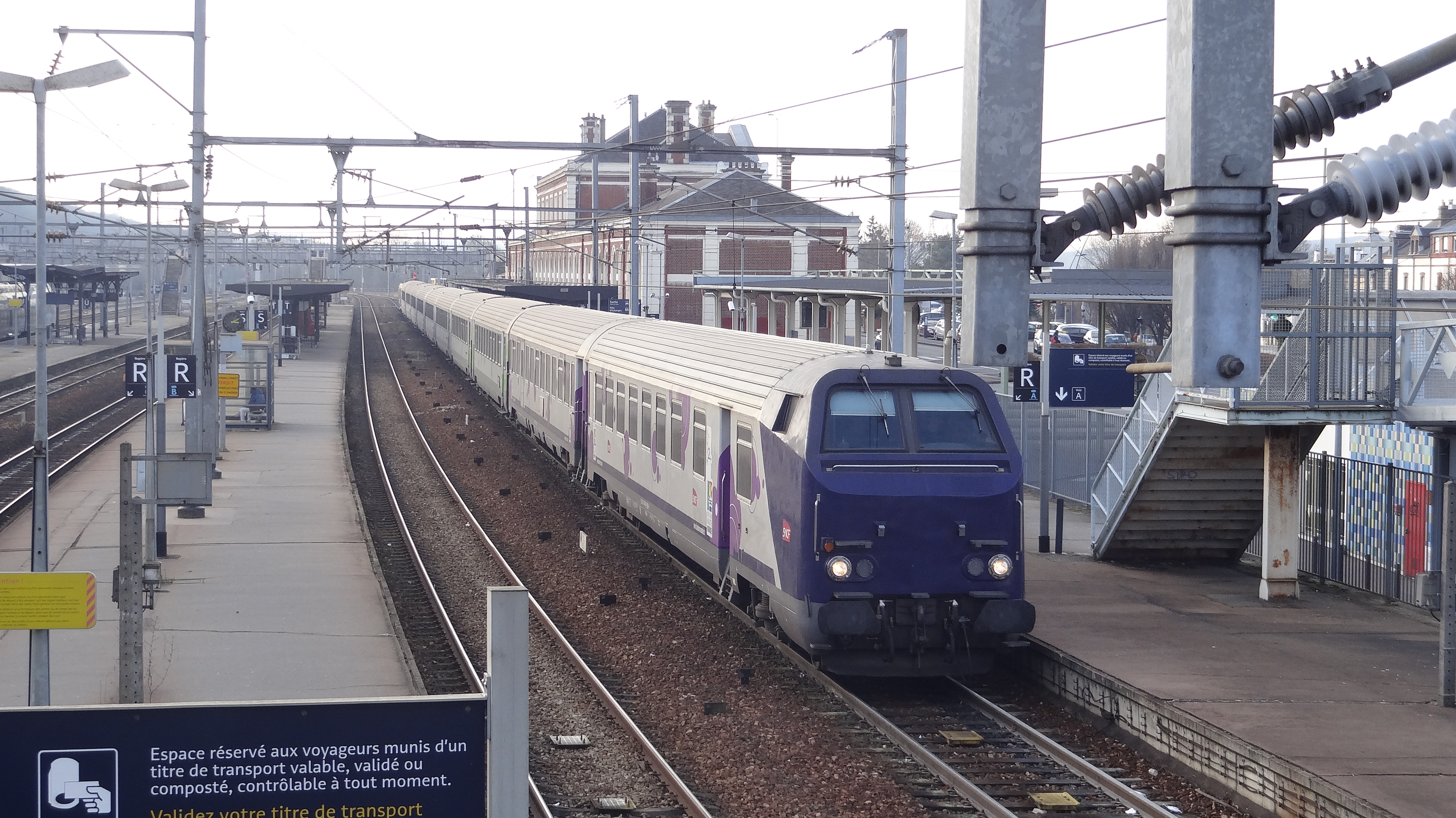
Départ d'une rame Intercités (avec voiture-pilote), voie A, en direction de Paris.

La gare est desservie par des trains Intercités qui relient Paris-Saint-Lazare à Cherbourg ou Saint-Lô ou Trouville - Deauville.
Elle est également desservie par des trains régionaux TER Normandie pour des relations de Caen à Évreux et de Serquigny à Paris-Saint-Lazare, ainsi que par des autocars TER Normandie pour des relations de Rouen à Évreux-Tilly et d'Évreux à Verneuil-sur-Avre.
Depuis le 14 décembre 2008 et la mise en œuvre du cadencement, des trains Intercités Normandie, en provenance ou à destination de Cherbourg sont sans arrêt entre les gares de Caen et Paris-Saint-Lazare. Néanmoins, Évreux continue à bénéficier d'un aller quotidien direct avec Cherbourg, sans changement à Caen.

### Intermodalité
La gare est desservie par des autobus de la communauté d'agglomération Évreux Portes de Normandie, exploités par Transurbain. Il s'agit des lignes 1, 2, 3, 4, 5, 8, 9, 10 et 11 en semaine, et des lignes A, B et D le dimanche.
Elle est également desservie par de nombreuses lignes du réseau interurbain de l'Eure ainsi que par la ligne d'autocar TER Normandie Rouen - Évreux - Verneuil-sur-Avre.

## Service des marchandises
Cette gare est ouverte au service du fret (train massif uniquement).

## Galerie de photographies

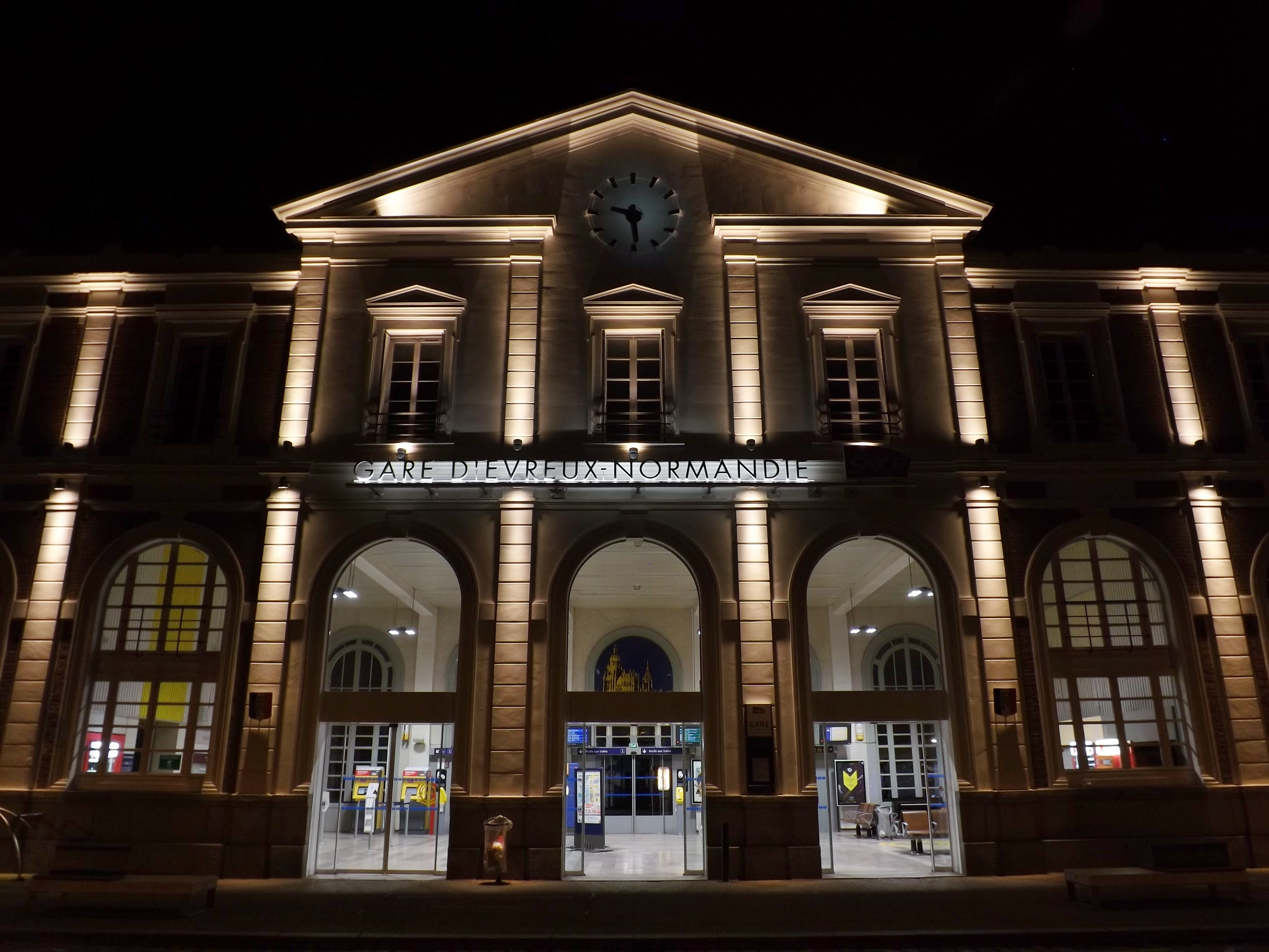
Façade du bâtiment voyageurs, vue de nuit.
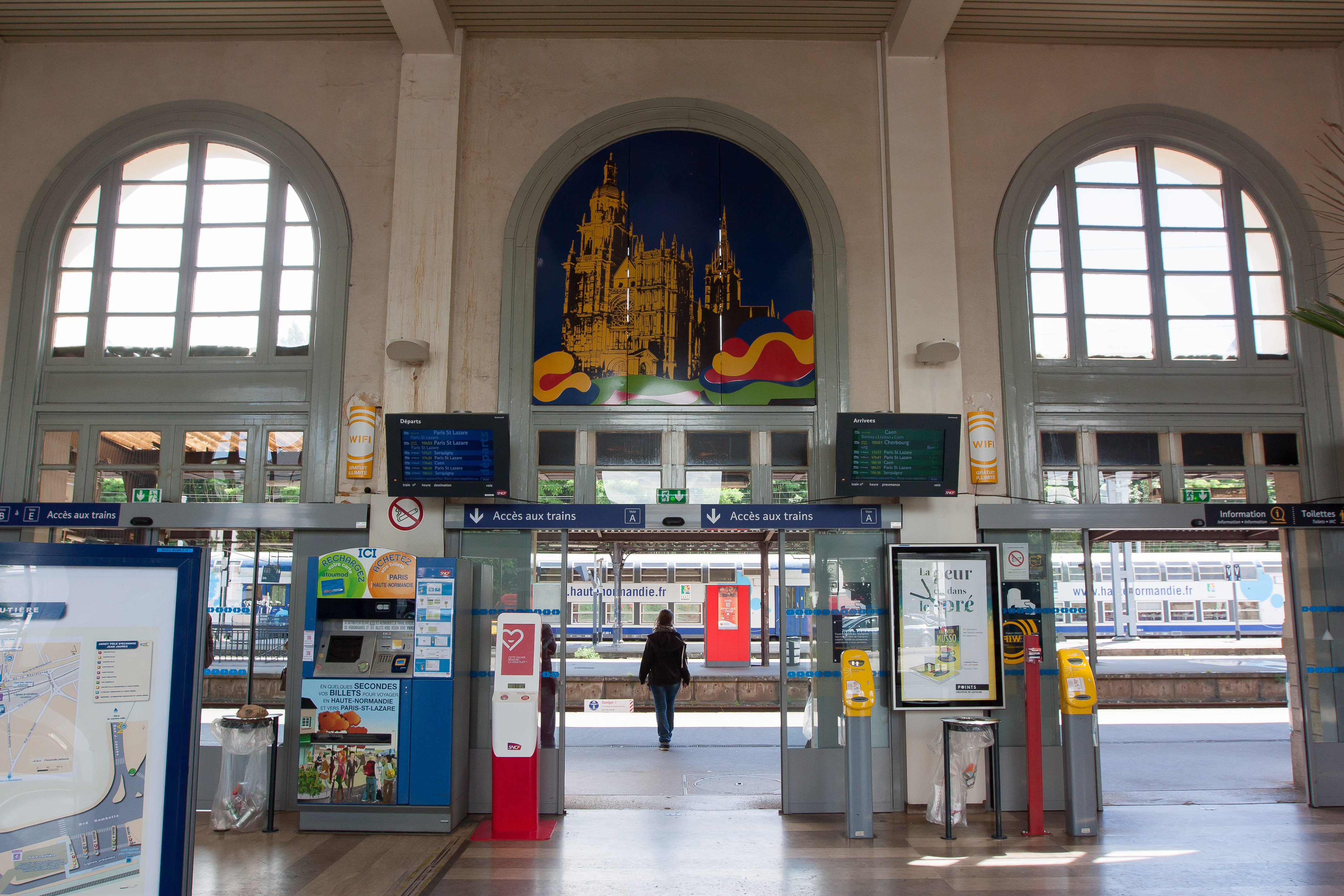
Fresque de la salle des pas perdus.
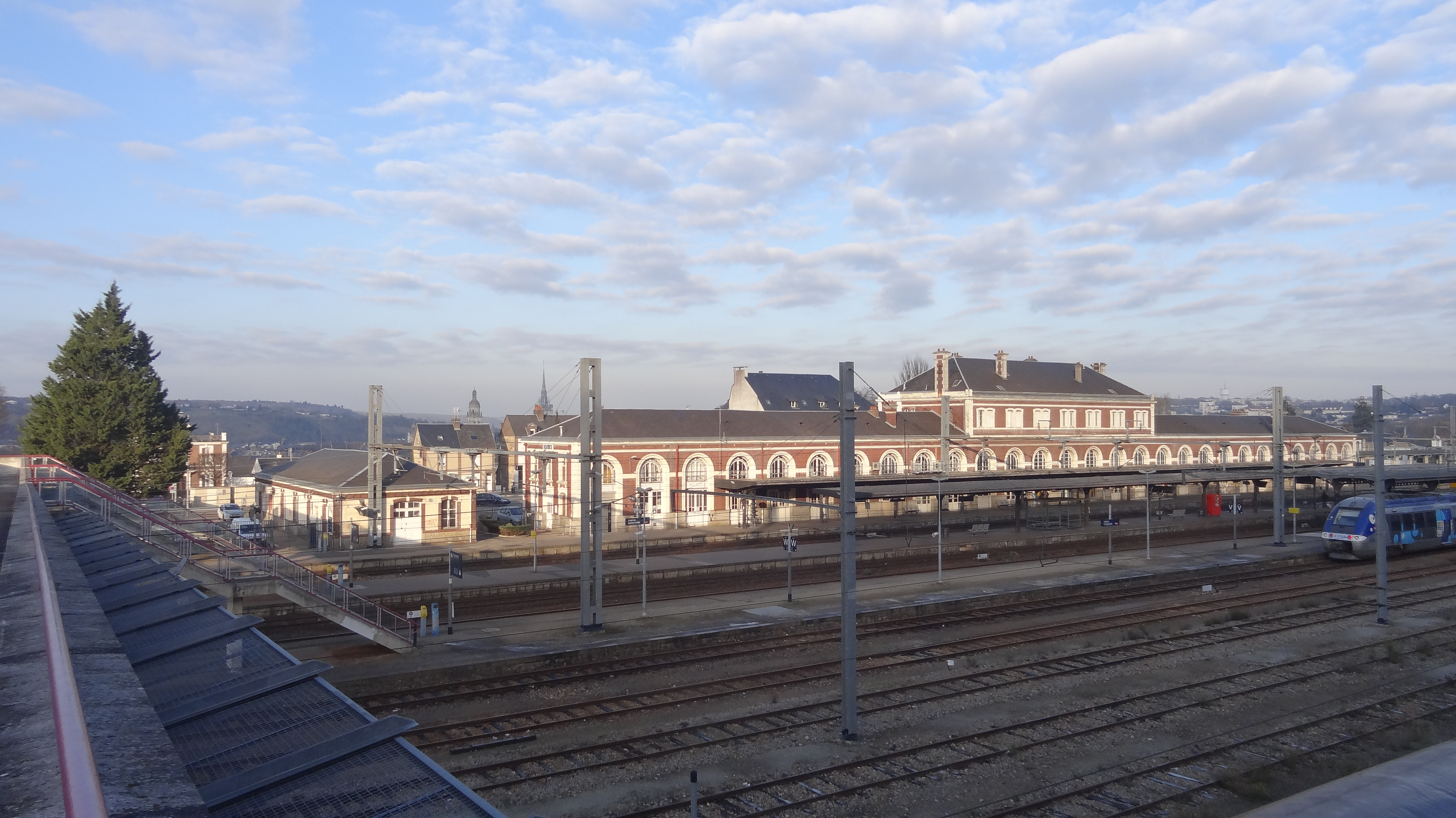
Vue générale de la gare, côté voies.
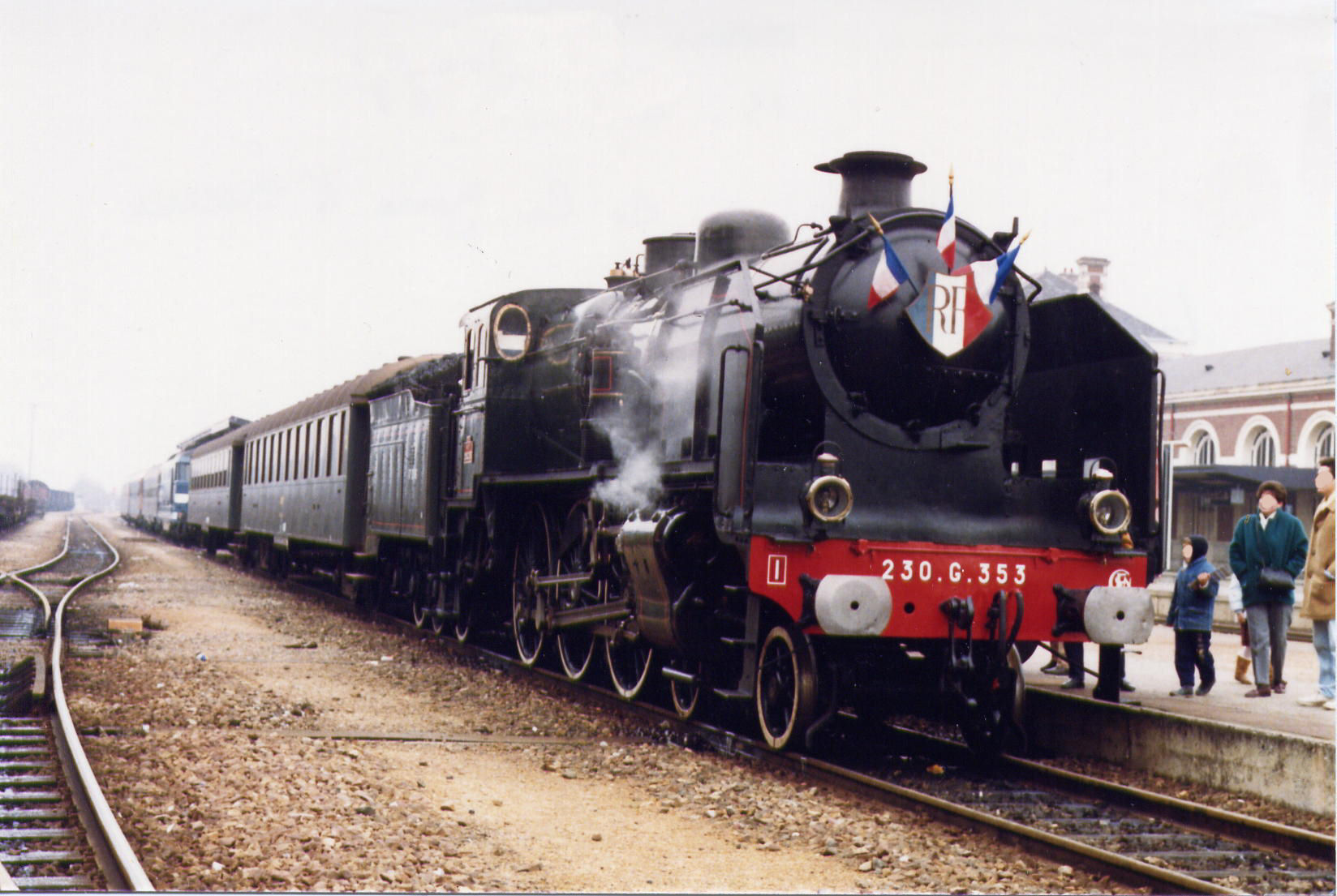
Train spécial remorqué par la 230G 353, en 1987.